# Ак-Тектир
Ак-Тектир (кирг. Ак-Тектир) — село в Токтогульском районе Джалал-Абадской области Кыргызстана. Входит в состав Чолпон-Атинского айылного аймака.

## География
Село расположено в северной части области, на левом берегу реки Узун-Ахмат, на расстоянии приблизительно 35 километров (по прямой) к западо-северо-западу от города Токтогула, административного центра района. Абсолютная высота — 1174 метра над уровнем моря.

## Население
Согласно оценочным данным Национального статистического комитета Кыргызской Республики, численность населения села на начало 2023 года составляла 2682 человека.
| год     | 2009 | 2014 | 2015 | 2020 | 2021 | 2023 |
| ------- | ---- | ---- | ---- | ---- | ---- | ---- |
| человек | 2021 | 2445 | 2189 | 2566 | 2618 | 2682 |